# Girls Just Want to Have Fun (film)
Girls Just Want to Have Fun is een film uit 1985 onder regie van Alan Metter. Het is een dansfilm die vanwege het succes van films als Flashdance en Footloose werd uitgebracht. Het liedje Girls Just Want to Have Fun wordt in de film niet uitgevoerd door Cyndi Lauper.

## Verhaal
Janey verhuist met haar ouders en broertje naar een voorstadje van Chicago en raakt op de strenge meisjesschool bevriend met de
uitgesproken en spontane Lynn, die samen een passie delen voor dansen in het algemeen en "Dance TV" in het bijzonder. Als er in Chicago een competitie wordt aangekondigd waarin een nieuw vast danskoppel voor Dance TV wordt gezocht, doen Lynn en Janey mee aan de auditie. Er is echter een probleem, Janey's autoritaire vader geeft geen toestemming voor iets dergelijks. 
Bij de auditie wordt Janey gekoppeld aan de sympathieke en aantrekkelijke Jeff.  
Janey zal vele obstakels moeten overwinnen om zo een vast gezicht te worden bij Dance TV...

## Rolverdeling
| Acteur               | Personage     |
| -------------------- | ------------- |
| Sarah Jessica Parker | Janey Glenn   |
| Lee Montgomery       | Jeff Malene   |
| Helen Hunt           | Lynne Stone   |
| Morgan Woodward      | J.P. Sands    |
| Ed Lauter            | Kolonel Glenn |
| Jonathan Silverman   | Drew Boreman  |
| Holly Gagnier        | Natalie Sands |
| Shannen Doherty      | Maggie Malene |
| Gina Gershon         | Danseres      |